# Anastasiia Artamonova
Anastasiia Artamonova (en russe : Анастасия Артамонова), née le 26 mars 2001 à Saint-Pétersbourg, est une taekwondoïste russe, vice-championne du monde de taekwondo en 2021.

## Biographie
Anastasiia Artamonova est médaillée d'argent dans la catégorie des moins de 46 kg aux Championnats du monde féminins de taekwondo 2021 à Riyad, s'inclinant en finale face à la Sud-Coréenne Kang Mi-reu.